# Anatella crispa
Anatella crispa är en tvåvingeart som beskrevs av Zaitzev 1994. Anatella crispa ingår i släktet Anatella och familjen svampmyggor. Arten har ej påträffats i Sverige. Inga underarter finns listade i Catalogue of Life.